# منتخب ترينيداد وتوباغو تحت 20 سنة لكرة القدم
منتخب ترينيداد وتوباغو تحت 20 سنة لكرة القدم (بالإنجليزية: Trinidad and Tobago national under-20 football team)‏ هو ممثل ترينيداد وتوباغو الرسمي في المنافسات الدولية في كرة القدم في فئة كرة قدم تحت 20 سنة للرجال، يديريه اتحاد ترينيداد وتوباغو لكرة القدم.